# Norma Cossetto
Norma Cossetto, talvolta menzionata erroneamente come Norma Corsetto (Visinada, 17 maggio 1920 – Antignana, 4 o 5 ottobre 1943), è stata una studentessa italiana, istriana di un villaggio nel comune di Visignano, uccisa dai partigiani jugoslavi nei pressi della foiba di Villa Surani.
Il 9 dicembre 2005 è stata insignita della Medaglia d'oro al merito civile alla memoria.

## Biografia
La famiglia Cossetto viveva nella frazione di Santa Domenica di Visinada (oggi comune della Croazia). Il padre, Giuseppe Cossetto, era un dirigente locale del Partito Nazionale Fascista: ricoprì a lungo l'incarico di segretario politico del Fascio locale e di commissario governativo delle Casse Rurali. Inoltre fu anche podestà di Visinada. Nel 1943 era ufficiale della Milizia Volontaria per la Sicurezza Nazionale e in seguito ai fatti dell'8 settembre fu trasferito presso il Comando della Milizia di Trieste.
La figlia Norma si diplomò presso il Regio Liceo Vittorio Emanuele III di Gorizia, per poi iscriversi al corso di Lettere e Filosofia dell'Università degli Studi di Padova, aderendo, nel frattempo, ai Gruppi Universitari Fascisti della più vicina Pola. A partire dal 1941 alternò lo studio a supplenze scolastiche a Pisino e a Parenzo. Nell'estate 1943 stava preparando la tesi di laurea intitolata Istria Rossa (il rosso del titolo è relativo alla terra ricca di bauxite dell'Istria): il relatore era il geografo Arrigo Lorenzi. In ragione dei propri studi, la Cossetto girava in bicicletta per i paesi dell'Istria, visitando municipi e canoniche alla ricerca di archivi che le consentissero di sviluppare la sua tesi di laurea.

### L'arresto e le sevizie
Licia Cossetto (1923-2013), sorella di Norma, testimoniò che dopo l'armistizio dell'8 settembre 1943, la famiglia iniziò a ricevere minacce di vario genere finché il 25 settembre successivo un gruppo di partigiani jugoslavi e italiani razziò l'abitazione dei Cossetto e, il giorno successivo, Norma fu convocata presso il comando partigiano — composto da combattenti sia italiani sia jugoslavi — che aveva sede nell'ex-caserma dei carabinieri di Visignano; lì la studentessa fu invitata a entrare nel movimento partigiano, ma ella oppose un netto rifiuto. Secondo Giacomo Scotti (che peraltro non cita alcuna fonte in merito), rifiutò di rinnegare la sua adesione al fascismo, dopodiché uno dei guardiani cui venne consegnata decise di rilasciarla.
L'indomani Norma Cossetto fu arrestata e condotta all'ex-caserma della Guardia di Finanza di Parenzo insieme ad altri parenti, conoscenti e amici. Qui fu raggiunta dalla sorella Licia che tentò inutilmente di ottenerne il rilascio. Qualche giorno più tardi Visinada fu occupata dai tedeschi, cosa che spinse i partigiani a effettuare un trasporto notturno dei detenuti presso la scuola di Antignana, adattata a carcere. La Cossetto fu tenuta separata dagli altri prigionieri e, per quanto questo punto non sia suffragato da prove certe, si ritiene che fu sottoposta a sevizie e stupri da parte dei suoi carcerieri, che abusarono di lei mentre veniva tenuta legata su un tavolo: questo anche in ragione del fatto che anche altre donne ebbero a subire violenze prima di essere infoibate, nel contesto del clima di violenza e rabbia popolare diffuso in quel periodo.
Questo episodio, secondo Eric Gobetti, rappresenterebbe tuttavia un evento eccezionale in quel contesto di guerra, in quanto in quei territori le violenze, anche sessuali, sarebbero state maggiormente praticate dagli italiani che dagli jugoslavi. L'episodio della violenza carnale fu poi riferito da una donna abitante davanti alla scuola, che, attirata da gemiti e lamenti, appena buio osò avvicinarsi alle imposte socchiuse vedendo Norma legata al tavolo.
(Dal racconto di Licia Cossetto, sorella di Norma)

### L'infoibamento

La bocca della foiba di Villa Surani

La notte tra il 4 e 5 ottobre tutti i prigionieri, legati con fili di ferro, furono condotti a forza a piedi fino a Villa Surani. Ancora vivi, furono gettati in una foiba nelle vicinanze. Le tre donne presenti nel gruppo subirono nuovamente violenze sessuali sul posto prima di essere gettate a loro volta nella foiba. A pochi giorni dal fatto anche Licia Cossetto fu arrestata dai partigiani, i quali le rivolsero lo stesso invito fatto in precedenza a sua sorella di unirsi al movimento partigiano, cosa alla quale anch'essa si oppose; dopo avere richiesto invano informazioni sulla sua famiglia, uno dei partigiani, che conosceva la giovane, ne ottenne il rilascio, anche se non era escluso un nuovo eventuale arresto, che tuttavia non avvenne; era invece il padre di Licia e Norma Cossetto, Giuseppe, il bersaglio dei partigiani.
Quando il padre Giuseppe Cossetto venne a conoscenza dell'arresto della figlia si aggregò a un reparto della Milizia di Trieste e rientrò a Visinada per cercare informazioni sulla figlia e il 7 ottobre fu accoltellato da un partigiano insieme a un suo parente, Mario Bellini, che lo aveva accompagnato a Castellier-Santa Domenica (secondo la ricostruzione di Giacomo Scotti, invece, i due furono uccisi in un'imboscata partigiana mentre erano alla testa di una spedizione punitiva); i due corpi furono gettati pochi giorni più tardi in una foiba. Il 10 dicembre 1943, nel corso dell'Operazione Nubifragio, l'esercito tedesco occupò l'Istria; in quegli stessi giorni i vigili del fuoco di Pola comandati dal maresciallo Arnaldo Harzarich, impegnati a recuperare corpi da una foiba profonda 136 metri, estrassero anche quello di Norma Cossetto, il cui cadavere si trovava in cima alla catasta di corpi lì gettati. A differenza degli altri corpi rinvenuti nella foiba, quello di Norma era privo di vestiti.
Relativamente al ritrovamento del cadavere della giovane esistono due diverse testimonianze fornite dal maresciallo dei vigili del fuoco Harzarich. La presunta discordanza tra le due versioni è stata utilizzata da chi contesta una manipolazione della vicenda di Norma Cossetto come "speculazione propagandista" in chiave anti-partigiana. Secondo la ricostruzione di Frediano Sessi, Arrigo Petacco e Gianni Oliva la ragazza fu nuovamente violentata e successivamente le furono pugnalati i seni e penetrata nella vagina con un oggetto di legno, rinvenuto sulla salma. Paolo De Franceschi (pseudonimo di Luigi Papo) riferisce che il 10 dicembre 1943, giorno del ritrovamento dei cadaveri a Villa Surani, Norma Cossetto fu estratta per prima, essendo verosimilmente tra gli ultimi a essere gettata nella foiba e stando alla testimonianza dell'epoca di Harzarich, il corpo non presentava segni apparenti di decomposizione, tanto da rendere non necessarie le maschere per il recupero; nel verbale di interrogatorio reso nel 1945 al comando Alleato Harzarich riferì inoltre di aver rinvenuto il corpo «con un pezzo di legno ficcato nei genitali»; la circostanza secondo cui il corpo di Norma fu rinvenuto non decomposto fu ribadita anche dalla sorella Licia, che riferì di aver appreso ciò dalla testimonianza del maresciallo Harzarich.
Su denuncia di Licia Cossetto i soldati tedeschi catturarono sedici partigiani che avevano partecipato alle sevizie e li costrinsero a vegliare tutta una notte la salma di Norma, per poi fucilarli all'alba del giorno successivo: di questi, tre partigiani impazzirono nel corso della notte. Secondo Scotti i veri responsabili dell'omicidio di Cossetto non furono partigiani jugoslavi, ma «cani sciolti» italiani inquadrati nella Resistenza, e la condanna a morte fu sommaria e fatta senza riguardo per le eventuali responsabilità dei giustiziati. Il cadavere di Norma fu composto nella piccola cappella mortuaria del cimitero di Santa Domenica di Visinada, dove venne sepolta.

## Riconoscimenti
In memoria della studentessa nacque nel 1944 a Trieste il Gruppo d'Azione Femminile "Norma Cossetto", l'unico reparto paramilitare fascista femminile della RSI, alle dirette dipendenze del Partito Fascista Repubblicano. 
L'8 maggio 1949 l'allora rettore dell'Università di Padova, lo storico Aldo Ferrabino, conferì la laurea ad honorem in lettere a Norma Cossetto. La diceria secondo cui la laurea sarebbe stata conferita su proposta dell'influente latinista e deputato comunista Concetto Marchesi, già rettore patavino, è stata definita nel 2020 dalla ricercatrice Patrizia Lucchi Vedaldi un «mito da sfatare», in quanto risulta che Marchesi «non ebbe ruoli nell'iter istruttorio».
Il 10 febbraio 2011 l'Università degli Studi e il comune di Padova, nell'ambito delle celebrazioni per il Giorno del ricordo in memoria delle vittime delle foibe e dell'esodo giuliano-dalmata, hanno posto nel Cortile Nuovo del Palazzo del Bo una targa commemorativa della morte di Norma Cossetto e della laurea honoris causa conferitale.
Alla Cossetto nel 2005 venne conferita la medaglia d'oro al merito civile dal Presidente della Repubblica Carlo Azeglio Ciampi. In diverse località italiane sono state a lei intitolate vie, piazze, parchi ed edifici pubblici, o inaugurate lapidi o targhe. Nel 2021 è stata apposta una targa a Verona su proposta del consigliere Andrea Bacciga . Si sono peraltro anche registrati casi di vandalismo contro cartelli o lapidi dedicate a Norma Cossetto.

## Nella cultura di massa

### Film
- Red Land (Rosso Istria), regia di Maximiliano Hernando Bruno (2018)

### Fumetto
- Nel 2018 uscì il romanzo grafico Foiba rossa, disegnato da Beniamino Delvecchio su testi di Emanuele Merlino, prima come allegato a il Giornale in occasione del Giorno del ricordo,[38] poi anche come pubblicazione autonoma.[39]